# Charles Milford Bergstresser
Charles Milford Bergstresser (25 de junio de 1858, Berrysburg, Pensilvania–20 de septiembre de 1923) fue un periodista estadounidense. Fue fundador del Dow Jones & Company junto con Charles Henry Dow y Edward David Jones.

## Biografía
Bergstresser nació el 25 de junio de 1858 en Berrysburg (Pensilvania). Bergstresser estudió Ciencia y Latín en Lafayette College y se graduó en 1881. Tras sus estudios obtuvo un empleo en la agencia de noticias Kiernan, pero no se encontraba satisfecho en el trabajo, especialmente a partir de que la agencia denegara hacerle partícipe de los beneficios generados por un estilete de su invención que permitía inscribir texto simultáneamente en 35 boletines. Bergstresser convenció a sus compañeros de trabajo Charles Dow y Edward Jones dejar Kiernan para fundar su propia compañía en noviembre de 1882. Aunque fue la principal fuente de financiación de la nueva empresa Dow Jones & Company, Bergstresser dejó la dirección en manos de sus socios y siguió trabajando en calidad de reportero. Fue él quien le dio en nombre The Wall Street Journal a la publicación de la compañía.
Se jubiló en 1903, y falleció el 20 de septiembre de 1923.